# W. Wallace Smith
William Wallace Smith (ur. 18 listopada 1900, zm. 4 sierpnia 1989) – amerykański duchowny, syn proroka Josepha Smitha III. Był trzecim jego synem, który został prezydentem-prorokiem w Zreorganizowanym Kościele Jezusa Chrystusa Świętych w Dniach Ostatnich (od 2001: Społeczność Chrystusa), po Fredericku M. Smisie i Israelu A. Smisie. Urząd prezydencki sprawował w latach 1958–1978.
W 1958 zamiast powołania Lynna Smitha do objęcia biura Przewodniczącego Patriarchy, stanowisko przekazał Royowi Cheville'owi, zrywając z zasadą sukcesji linearnej. W latach 60. XX wieku W. Wallace Smith odbył podróż misyjną po całym świecie i zaobserwował wzrost Kościoła poza Stanami Zjednoczonymi, szczególnie w Afryce, Ameryce Łacińskiej i na Dalekim Wschodzie. Wydarzenia te zmieniły oblicze Kościoła, który pojawił się w 50 krajach świata. Od tego czasu zauważamy początek nowego okresu dziejów Kościoła, któremu towarzyszyć będą poczesne zmiany w nauce i praktykach.
W. Wallace Smith w 1976 wybrał na następcę swojego syna, Wallace’a B. Smitha, sam zaś w 1978 stał się pierwszym prezydentem, który „odszedł na emeryturę” (wszyscy dotychczasowi prezydenci służyli na tym stanowisku aż do śmierci).